# Leiocephalus loxogrammus
Leiocephalus loxogrammus är en ödleart som beskrevs av Cope 1887. Leiocephalus loxogrammus ingår i släktet rullsvansleguaner och familjen Tropiduridae.
Arten förekommer i Bahamas. Honor lägger ägg.

## Underarter
Arten delas in i följande underarter:
- L. l. loxogrammus
- L. l. parnelli